# Never Gonna Change
«Never Gonna Change» —en español: «Nunca Va a Cambiar»— es el segundo sencillo del dúo neozelandés Broods perteneciente a su EP debut Broods. Fue publicado el 29 de enero de 2014 por el sello discográfico Polydor Records como primer sencillo del álbum para Reino Unido, y segundo sencillo del EP en los demás países.

## Antecedentes y composición
«Never Gonna Change» combina un "glitchiness pulsante" con sintetizador y un beat trip hop. Líricamente, la canción trata de la angustia y la imposibilidad de una separación limpia de alguien después de que una relación se desmorona. Como Georgia Nott reveló a The Fader, la canción fue inspirada en una separación e inicialmente concebida por ella, mientras que Caleb se encargó de los arreglos.